# Lisa Lu
Pour les articles homonymes, voir Lu.
Lisa Lu est une actrice sino-américaine née le 19 janvier 1927 à Pékin (Chine).

## Filmographie
- 1960 : Commando de destruction (The Mountain Road) de Daniel Mann : Madame Sue-Mei Hung
- 1962 : Rider on a Dead Horse : Ming Kwai
- 1962 : Womanhunt (en) de Maury Dexter  : Li Sheng
- 1970 : L'Arche (Dong fu ren)
- 1972 : Les 14 Amazones (Shi si nu ying hao)
- 1972 : Anna et le roi ("Anna and the King") (série TV) : Lady Thiang (unknown episodes)
- 1973 : Terror in the Wax Museum : Madame Yang
- 1975 : The Empress Dowager : l'impératrice douairière
- 1976 : The Last Tempest : l'impératrice douairière
- 1977 : Génération Proteus (Demon Seed) : Soon Yen
- 1979 : Jack le Magnifique (Saint Jack) : Mrs. Yates
- 1982 : Hammett : Miss Cameron's Assistant
- 1982 : Don't Cry, It's Only Thunder de Peter Werner : Sister Marie
- 1986 : Taï-Pan
- 1987 : Le Dernier empereur : l'impératrice douairière Cixi
- 1988 : Noble House (feuilleton TV) : Ah Tam
- 1989 : Zui hou de gui zu : Li Tong
- 1990 : Hiroshima: Out of the Ashes (TV) : Mrs. Sato
- 1993 : Le Club de la chance (The Joy Luck Club) : An-Mei Hsu
- 1993 : La Tentation d'un Bonze : Shi's Mother
- 1994 : Les Complices (I Love Trouble) de Charles Shyer : Mrs. Virgina Hervey
- 1998 : Blindness : Mrs. Hong
- 2002 : Tomato and Eggs : Mrs. Wang
- 2004 : Mei ren yi jiu
- 2005 : Beauty Remains : une joueuse
- 2006 : Yi ma de hou xian dai sheng huo : Mrs. Shui
- 2007 : Invisible Target : la grand-mère de Ho
- 2009 : Lust, Caution
- 2010 : Apart Together : Qiao Yu-e
- 2012 : Dangerous Liaisons : Madame Du Ruixue
- 2018 : Crazy Rich Asians : Grand-mère